# Sibson-cum-Stibbington
Sibson-cum-Stibbington – civil parish w Anglii, w hrabstwie Cambridgeshire, w dystrykcie Huntingdonshire. W 2011 civil parish liczyła 473 mieszkańców.